# Ascorhynchus cuculus
Ascorhynchus cuculus là một loài nhện biển trong họ Ascorhynchidae. Loài này thuộc chi Ascorhynchus. Ascorhynchus cuculus được miêu tả khoa học năm 1969 bởi Fry & Hedgpeth.